# 基绍尔
基绍尔，是匈牙利索博尔奇-索特马尔-贝拉格州所辖的一个村。总面积15.43平方公里，总人口1048，人口密度67.9人/平方公里（2011年1月1日）。